# مارماهیان پوزه‌اردکی
مارماهیان پوزه‌اردکی (نام علمی: Nettastomatidae) نام یک تیره از راسته مارماهی‌سانان است.